# Élections des parlements des États et territoires des États-Unis en 2020
Les élections des parlements des États et territoires des États-Unis ont lieu le 3 novembre 2020 afin d'élire les membres de 86 des 99 chambres législatives de 38 États et territoires des États-Unis

## Liste
| État                        | Élections    | Majorité sortante | Majorité sortante | Majorité élue | Majorité élue     |
| --------------------------- | ------------ | ----------------- | ----------------- | ------------- | ----------------- |
| Alaska                      | Législatives |                   | Bipartisane       |               |                   |
| Alaska                      | Sénatoriales |                   | Parti républicain |               | Parti républicain |
| Arizona                     | Législatives |                   | Parti républicain |               | Parti républicain |
| Arizona                     | Sénatoriales |                   | Parti républicain |               | Parti républicain |
| Arkansas                    | Législatives |                   | Parti républicain |               | Parti républicain |
| Arkansas                    | Sénatoriales |                   | Parti républicain |               | Parti républicain |
| Californie                  | Législatives |                   | Parti démocrate   |               | Parti démocrate   |
| Californie                  | Sénatoriales |                   | Parti démocrate   |               | Parti démocrate   |
| Caroline du Nord            | Législatives |                   | Parti républicain |               | Parti républicain |
| Caroline du Nord            | Sénatoriales |                   | Parti républicain |               | Parti républicain |
| Caroline du Sud             | Législatives |                   | Parti républicain |               | Parti républicain |
| Caroline du Sud             | Sénatoriales |                   | Parti républicain |               | Parti républicain |
| Colorado                    | Législatives |                   | Parti démocrate   |               | Parti démocrate   |
| Colorado                    | Sénatoriales |                   | Parti démocrate   |               | Parti démocrate   |
| Connecticut                 | Législatives |                   | Parti démocrate   |               | Parti démocrate   |
| Connecticut                 | Sénatoriales |                   | Parti démocrate   |               | Parti démocrate   |
| Dakota du Nord              | Législatives |                   | Parti républicain |               | Parti républicain |
| Dakota du Nord              | Sénatoriales |                   | Parti républicain |               | Parti républicain |
| Dakota du Sud               | Législatives |                   | Parti républicain |               | Parti républicain |
| Dakota du Sud               | Sénatoriales |                   | Parti républicain |               | Parti républicain |
| Delaware                    | Législatives |                   | Parti démocrate   |               | Parti démocrate   |
| Delaware                    | Sénatoriales |                   | Parti démocrate   |               | Parti démocrate   |
| Floride                     | Législatives |                   | Parti républicain |               | Parti républicain |
| Floride                     | Sénatoriales |                   | Parti républicain |               | Parti républicain |
| Géorgie                     | Législatives |                   | Parti républicain |               | Parti républicain |
| Géorgie                     | Sénatoriales |                   | Parti républicain |               | Parti républicain |
| Hawaï                       | Législatives |                   | Parti démocrate   |               | Parti démocrate   |
| Hawaï                       | Sénatoriales |                   | Parti démocrate   |               | Parti démocrate   |
| Idaho                       | Législatives |                   | Parti républicain |               | Parti républicain |
| Idaho                       | Sénatoriales |                   | Parti républicain |               | Parti républicain |
| Illinois                    | Législatives |                   | Parti démocrate   |               | Parti démocrate   |
| Illinois                    | Sénatoriales |                   | Parti démocrate   |               | Parti démocrate   |
| Indiana                     | Législatives |                   | Parti républicain |               | Parti républicain |
| Indiana                     | Sénatoriales |                   | Parti républicain |               | Parti républicain |
| Iowa                        | Législatives |                   | Parti républicain |               | Parti républicain |
| Iowa                        | Sénatoriales |                   | Parti républicain |               | Parti républicain |
| Kansas                      | Législatives |                   | Parti républicain |               | Parti républicain |
| Kansas                      | Sénatoriales |                   | Parti républicain |               | Parti républicain |
| Kentucky                    | Législatives |                   | Parti républicain |               | Parti républicain |
| Kentucky                    | Sénatoriales |                   | Parti républicain |               | Parti républicain |
| Maine                       | Législatives |                   | Parti démocrate   |               | Parti démocrate   |
| Maine                       | Sénatoriales |                   | Parti démocrate   |               | Parti démocrate   |
| Massachusetts               | Législatives |                   | Parti démocrate   |               | Parti démocrate   |
| Massachusetts               | Sénatoriales |                   | Parti démocrate   |               | Parti démocrate   |
| Michigan                    | Législatives |                   | Parti républicain |               | Parti républicain |
| Minnesota                   | Législatives |                   | Parti démocrate   |               | Parti démocrate   |
| Minnesota                   | Sénatoriales |                   | Parti républicain |               | Parti républicain |
| Missouri                    | Législatives |                   | Parti républicain |               | Parti républicain |
| Missouri                    | Sénatoriales |                   | Parti républicain |               | Parti républicain |
| Montana                     | Législatives |                   | Parti républicain |               | Parti républicain |
| Montana                     | Sénatoriales |                   | Parti républicain |               | Parti républicain |
| Nebraska                    | Législatives |                   | Parti républicain |               | Parti républicain |
| Nevada                      | Législatives |                   | Parti démocrate   |               | Parti démocrate   |
| Nevada                      | Sénatoriales |                   | Parti démocrate   |               | Parti démocrate   |
| New Hampshire               | Législatives |                   | Parti démocrate   |               | Parti républicain |
| New Hampshire               | Sénatoriales |                   | Parti démocrate   |               | Parti républicain |
| New York                    | Législatives |                   | Parti démocrate   |               | Parti démocrate   |
| New York                    | Sénatoriales |                   | Parti démocrate   |               | Parti démocrate   |
| Nouveau-Mexique             | Législatives |                   | Parti démocrate   |               | Parti démocrate   |
| Nouveau-Mexique             | Sénatoriales |                   | Parti démocrate   |               | Parti démocrate   |
| Ohio                        | Législatives |                   | Parti républicain |               | Parti républicain |
| Ohio                        | Sénatoriales |                   | Parti républicain |               | Parti républicain |
| Oklahoma                    | Législatives |                   | Parti républicain |               | Parti républicain |
| Oklahoma                    | Sénatoriales |                   | Parti républicain |               | Parti républicain |
| Oregon                      | Législatives |                   | Parti démocrate   |               | Parti démocrate   |
| Oregon                      | Sénatoriales |                   | Parti démocrate   |               | Parti démocrate   |
| Pennsylvanie                | Législatives |                   | Parti républicain |               | Parti républicain |
| Pennsylvanie                | Sénatoriales |                   | Parti républicain |               | Parti républicain |
| Rhode Island                | Législatives |                   | Parti démocrate   |               | Parti démocrate   |
| Rhode Island                | Sénatoriales |                   | Parti démocrate   |               | Parti démocrate   |
| Tennessee                   | Législatives |                   | Parti républicain |               | Parti républicain |
| Tennessee                   | Sénatoriales |                   | Parti républicain |               | Parti républicain |
| Texas                       | Législatives |                   | Parti républicain |               | Parti républicain |
| Texas                       | Sénatoriales |                   | Parti républicain |               | Parti républicain |
| Utah                        | Législatives |                   | Parti républicain |               | Parti républicain |
| Utah                        | Sénatoriales |                   | Parti républicain |               | Parti républicain |
| Vermont                     | Législatives |                   | Parti démocrate   |               | Parti démocrate   |
| Vermont                     | Sénatoriales |                   | Parti démocrate   |               | Parti démocrate   |
| Virginie-Occidentale        | Législatives |                   | Parti républicain |               | Parti républicain |
| Virginie-Occidentale        | Sénatoriales |                   | Parti républicain |               | Parti républicain |
| Washington                  | Législatives |                   | Parti démocrate   |               | Parti démocrate   |
| Washington                  | Sénatoriales |                   | Parti démocrate   |               | Parti démocrate   |
| Wisconsin                   | Législatives |                   | Parti républicain |               | Parti républicain |
| Wisconsin                   | Sénatoriales |                   | Parti républicain |               | Parti républicain |
| Wyoming                     | Législatives |                   | Parti républicain |               | Parti républicain |
| Wyoming                     | Sénatoriales |                   | Parti républicain |               | Parti républicain |
| Territoire                  | Élections    | Majorité sortante | Majorité sortante | Majorité élue | Majorité élue     |
| Guam                        | Sénatoriales |                   | Parti démocrate   |               | Parti démocrate   |
| Îles Mariannes du Nord      | Législatives |                   | Parti républicain |               |                   |
| Îles Mariannes du Nord      | Sénatoriales |                   | Parti républicain |               | Parti républicain |
| Îles Vierges des États-Unis | Législatives |                   | Parti démocrate   |               | Parti démocrate   |
| Porto Rico                  | Législatives |                   | Parti démocrate   |               |                   |
| Porto Rico                  | Sénatoriales |                   | Parti démocrate   |               |                   |
| Samoa américaines           | Législatives |                   | Non partisane     |               | Non partisane     |
| Samoa américaines           | Sénatoriales |                   | Non partisane     |               | Non partisane     |
| Washington D.C.             | Législatives |                   | Parti démocrate   |               | Parti démocrate   |